# オルディノ教区
オルディノ（カタルーニャ語: Ordino、カタルーニャ語発音: [urˈðinu] ウルディーヌ、方言発音:[oɾˈðino] オルディーノ）教区は、アンドラ公国の教区の一つ。アンドラ人コミュニティの一つである、エル・セラットがある。
全域はピレネー山脈の東部に位置し、ヨーロッパアカマツ、モミ属、フユナラなどの森林があり、ヨーロッパオオライチョウ、ヒゲワシ、トカゲのIberolacerta bonnaliとIberolacerta aurelioi、ピレネーデスマンおよびアポロウスバシロチョウなどの多くの種類のチョウが生息している。2020年にユネスコの生物圏保護区に指定された。北東部のソルテニ自然公園には草地、フェン、森林、高山湖が多く、希少種のチャボヒゴタイが生え、2012年にラムサール条約登録地となった。